# Katleri
Katleri est un quartier du district de  Lasnamäe à Tallinn en Estonie.

## Description
En 2019, Katleri compte 4 899 habitants.
Sa superficie est de 0,38 km2.
Ses quartiers limitrophes sont Maarjamäe, Kose, Kuristiku, Tondiraba et Loopealse.
Les rues de Katleri sont: Katleri tänav, Martsa tänav, Mustakivi tee, Narva maantee, Paasiku tänav, Rahu tee et Tondiraba tänav.

## Population
| 2008  | 2011  | 2012  | 2013  | 2014  | 2015  |
| ----- | ----- | ----- | ----- | ----- | ----- |
| 5 045 | 5 079 | 5 037 | 5 031 | 5 133 | 5 156 |

| 2016  | 2017  | 2018  | 2019  | 2020  | 2021  |
| ----- | ----- | ----- | ----- | ----- | ----- |
| 5 147 | 5 113 | 5 084 | 4 899 | 4 907 | 4 871 |

| 2022  | - | - | - | - | - |
| ----- | - | - | - | - | - |
| 4 774 | - | - | - | - | - |

## Transports
Les lignes de bus n°12, 29, 60, 63, 65 desservent Katleri.

## Lieux et monuments
Katleri abrite le lycée pour adultes de Tallinn (et) et le centre de tennis Tondiraba (et).

## Galerie

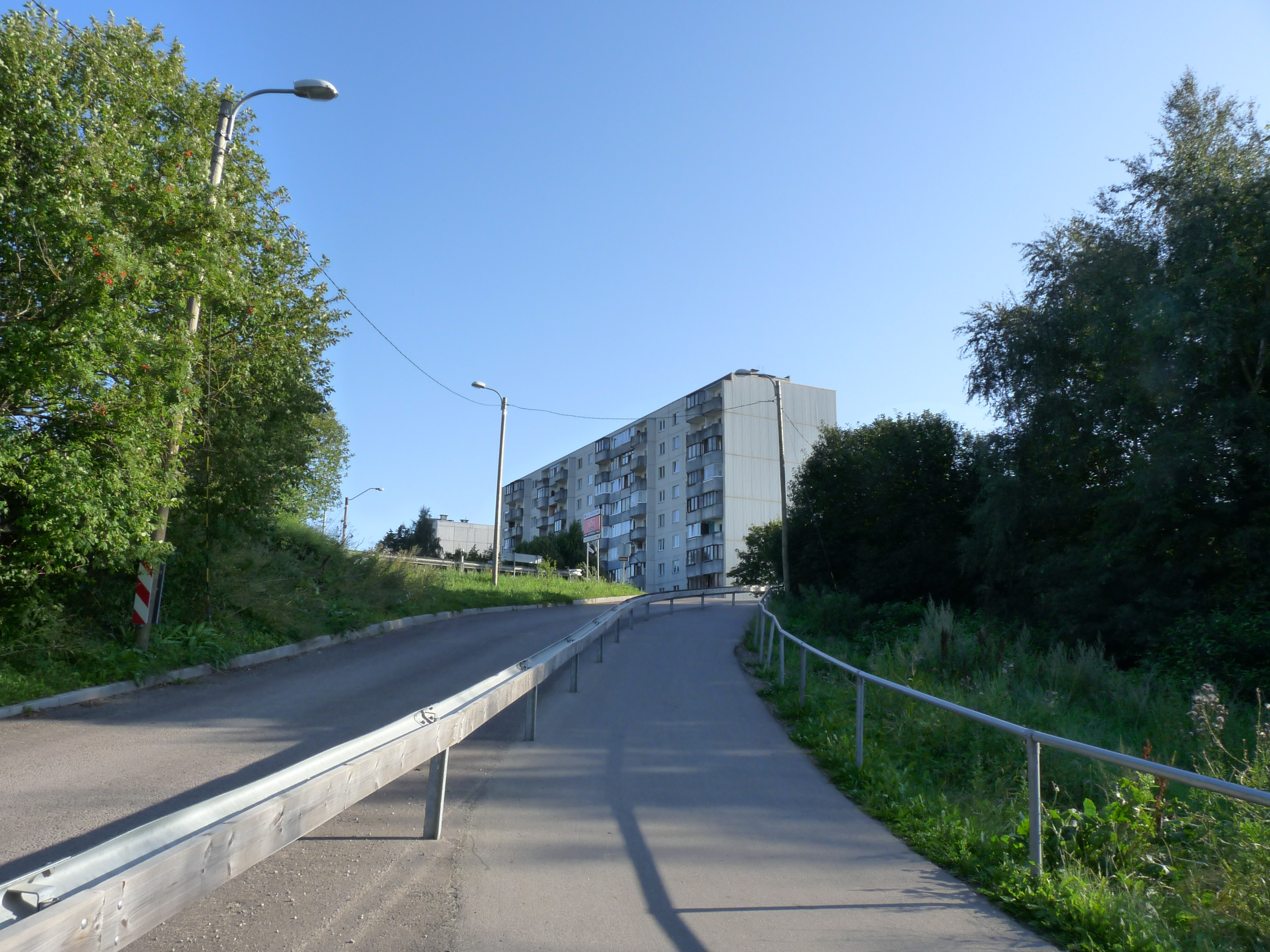
Colline vers Pirita
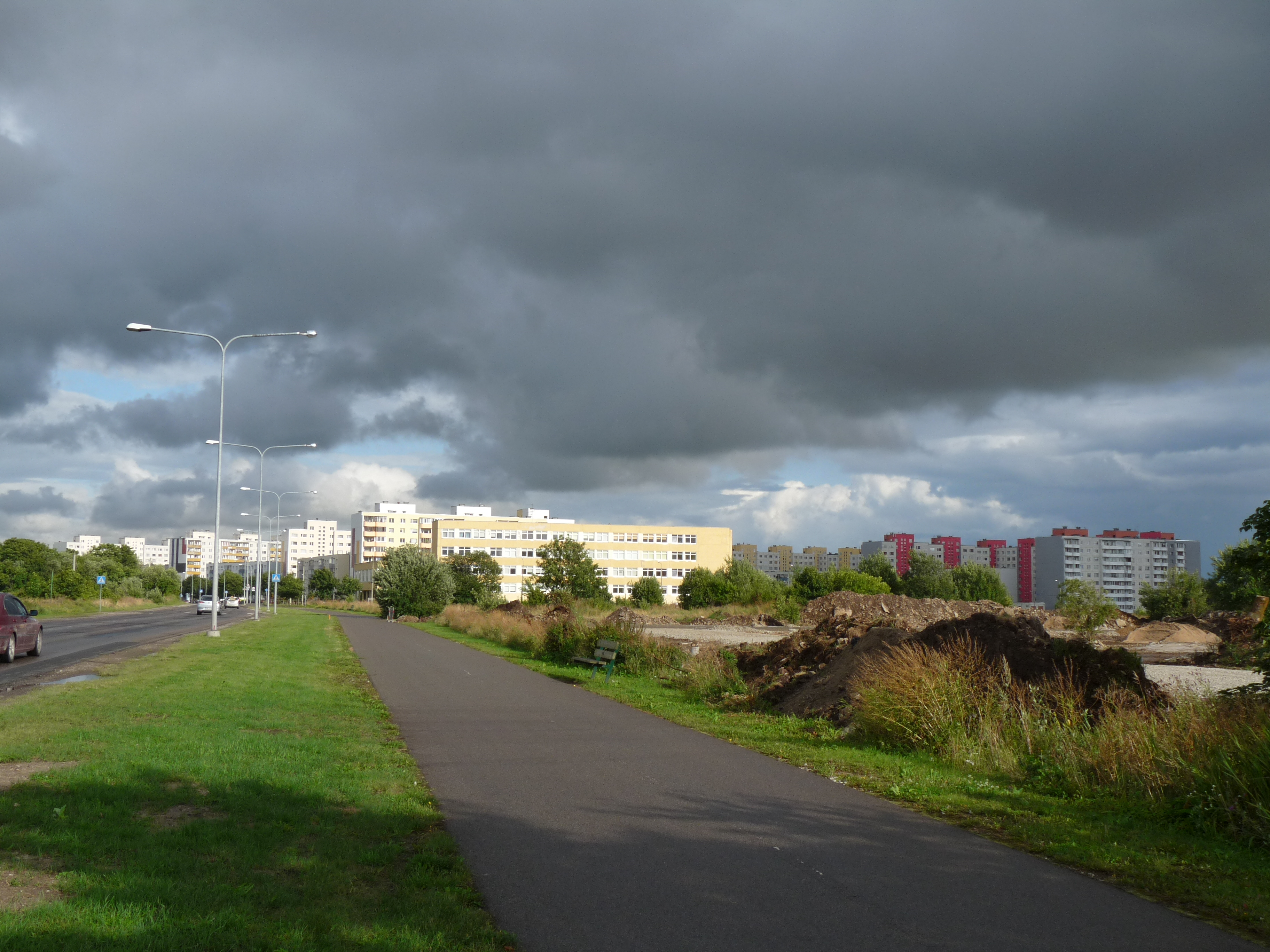
Katleri vu de Loopealse
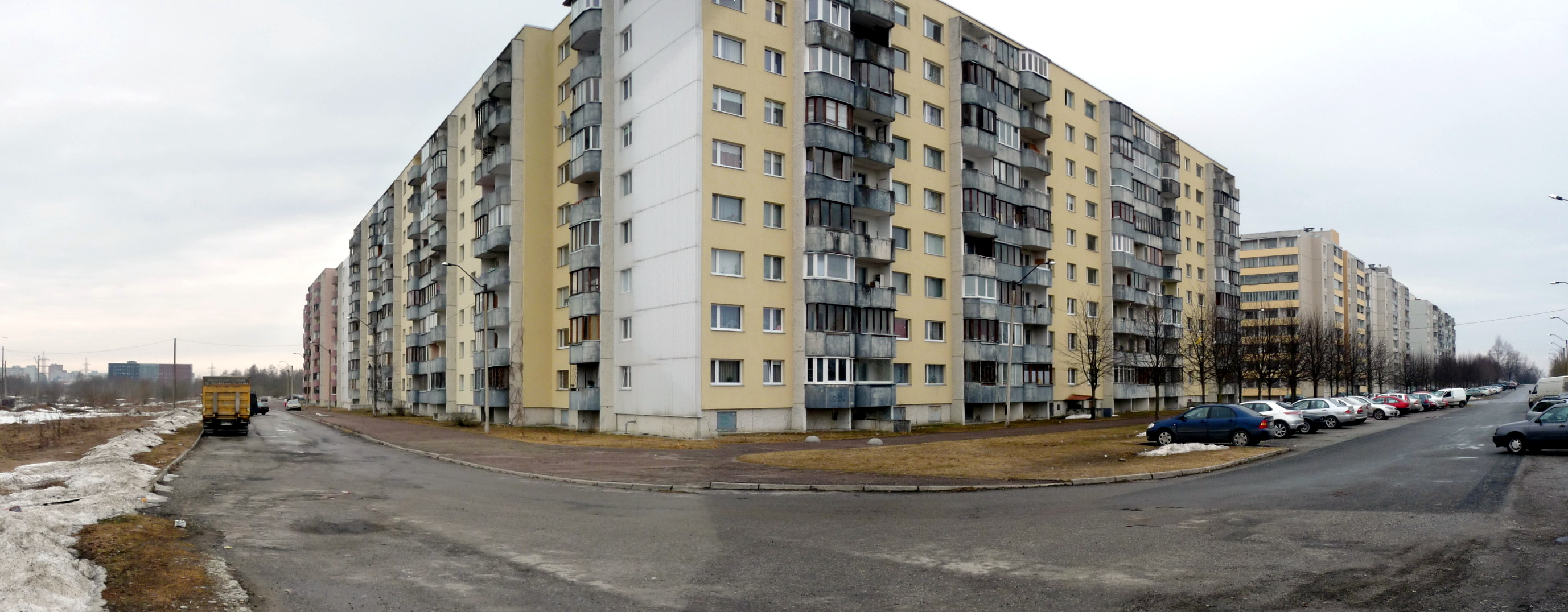
Rue Tondiraba